# Andreas Capellanus
Andreas Capellanus, també conegut com a Andreu el Capellà, va ser l'autor del tractat De amore. Poc se sap de la seva vida, però es presumeix que fou un cortesà de Maria de França i d'Aquitània, i, probablement, d'origen francès.

## Obra
De amore va ser escrit a petició de Maria de França i d'Aquitània, filla del rei Lluís VII de França i d'Elionor d'Aquitània. En ell, l'autor explica a un jove alumne les trampes de l'amor. El fet que en el text s'al·ludeixi despectivament a la «riquesa d'Hongria» ha suggerit la hipòtesi que va ser escrit després de 1184 —quan Béla III d'Hongria va enviar a la cort francesa una declaració dels seus ingressos i va proposar matrimoni a la germana de Maria, Margarida de França— i abans de 1186 —quan es va acceptar la seva proposta.
De amore es compon de tres llibres. El primer llibre cobreix l'etimologia i definició d'amor i s'escriu en la forma d'una conferència acadèmica. El segon llibre es compon de diàlegs d'exemple entre membres de diferents classes socials que descriu com hauria de funcionar el procés romàntic entre les classes. El darrer llibre està fet d'històries dels tribunals reals d'amor presidits per dones nobles.
John Jay Parry, editor d'una edició moderna de De amore, cita el crític Robert Bossuat, que descriu De amore com «una de les obres capitals que reflecteixen el pensament d'una gran època, el que explica el secret d'una civilització». L'obra pot ser vista com a didàctica, burlesca, o merament descriptiva; en qualsevol cas, conserva les actituds i pràctiques que eren el fonament d'una llarga i significativa tradició en la literatura occidental.
El sistema social de l'amor cortès, elaborat gradualment pels trobadors provençals a partir de mitjan segle xii, es va estendre de forma ràpida. Un dels cercles en què es va conrear aquesta poesia i la seva ètica va ser la cort d'Elionor d'Aquitània, qui va ser la neta del primer trobador en occità Guillem IX d'Aquitània. S'ocupa de diversos temes específics que van ser objecte de debat poètic entre trobadors i trobairitz de finals del segle xii.
El significat de De amore ha estat objecte de debat al llarg dels segles. En els anys immediatament posteriors al seu llançament molts autors va considerar seriosament les opinions d'Andreas Capellanus sobre l'amor cortès. En temps més recents, però, els estudiosos han arribat a veure l'obra com a satírica. Molts estudiosos estan d'acord que Andreas Capellanus es referia a la naturalesa materialista i superficial dels nobles de l'edat mitjana. Andreas sembla advertir de l'amor en l'edat mitjana a un jove alumne.